# Палестинські християни

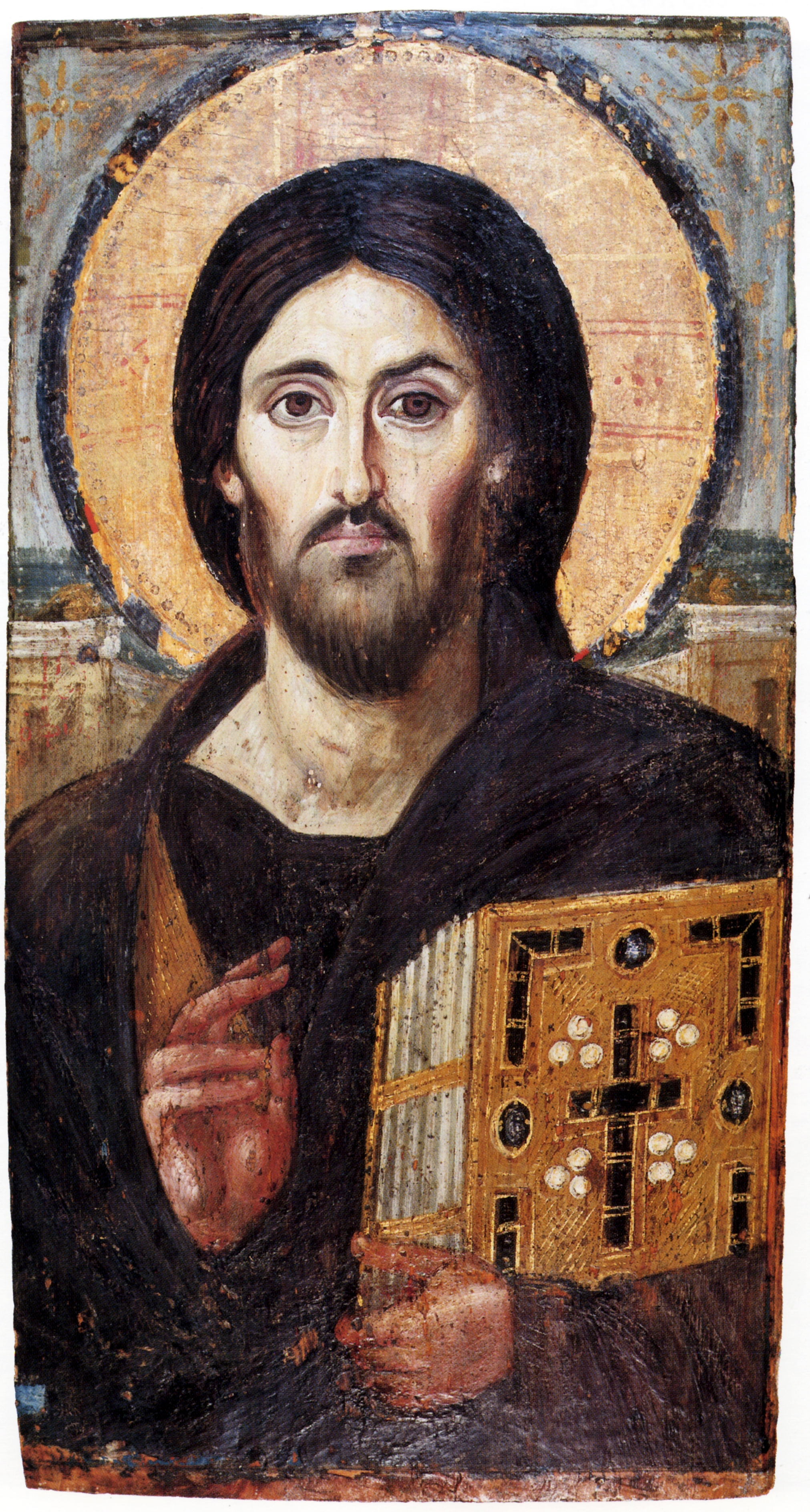
Найстаріша ікона Христа Вседержителя, що збереглася, 6 століття, Монастир святої Катерини, Синай.

Палестинські християни (араб. مَسِيحِيُّون فِلَسْطِينِيُّون) — християни, які є громадянами частково визнаної Палестинської держави. Палестинські християни належать до різних конфесій, включаючи православ’я, орієнтальне православ’я, католицизм (східний та західний обряди), протестантизм та інші. Вони складають 20% з 13 мільйонів палестинців, 70% мешкає за межами Палестини та Ізраїлю.

Станом на 2015 рік палестинські християни становили приблизно 1–2,5% населення Західного берега та менше 1% у Секторі Гази. Згідно з офіційними британськими оцінками, християнське населення Палестини в 1922 році становило 9,5% від загального числа палестинського населення (10,8% палестинського арабського населення) і 7,9% у 1946 році. Велика кількість арабських християн втекли або були вислані з підконтрольних євреям районів колишньої Підмандатної Палестини під час арабо-ізраїльської війни 1948 року, а невелика кількість залишилася в період (1948–1967) на окуповоному Йорданією Західному березі. Починаючи з 1967 року, під час військового правління Ізраїлю, число палестинських християн збільшилося, незважаючи на постійну еміграцію.

Єрусалимський хрест — символ, який часто використовується палестинськими християнами

## Історія

### Рання історія
Перші християнські громади в Римській Юдеї були утворені арамеями, греками та римлянами.
На відміну від інших груп східних християн, таких як ассирійські несторіанці, переважна більшість палестинських християн перейшли під церковну юрисдикцію Вселенського патріархату та римських імператорів після Халкедонського собору в 451 році н. е. (який стане частиною Православної церкви після Великого розколу), і були відомі іншими як мелькіти (послідовники царя, сир. malkā). Мелькіти були сильно еллінізовані в наступні століття, відмовившись від своєї арамейської мови на користь грецької. До VII століття Єрусалим та Візантійська Палестина були центром грецької культури на Сході.
Сьогодні більшість палестинських християн сприймають себе арабськими у культурному та мовному відношенні, предки яких були першими послідовниками Христа. Вони стверджують, що походять від римлян, арабів гассанідів, візантійців та хрестоносців. Регіон, що складається переважно із сучасного Ізраїлю та держави Палестина, для християн є Святою Землею. Основні християнські святі міста, такі як Вифлеєм, Назарет та Єрусалим, знаходяться в Ізраїлі та Палестині.
Незабаром після мусульманських завоювань мелькіти почали відмовлятися від грецької мови на користь арабської, що зробило їх найбільш арабізованими християнами в Леванті.

### Новітня історія

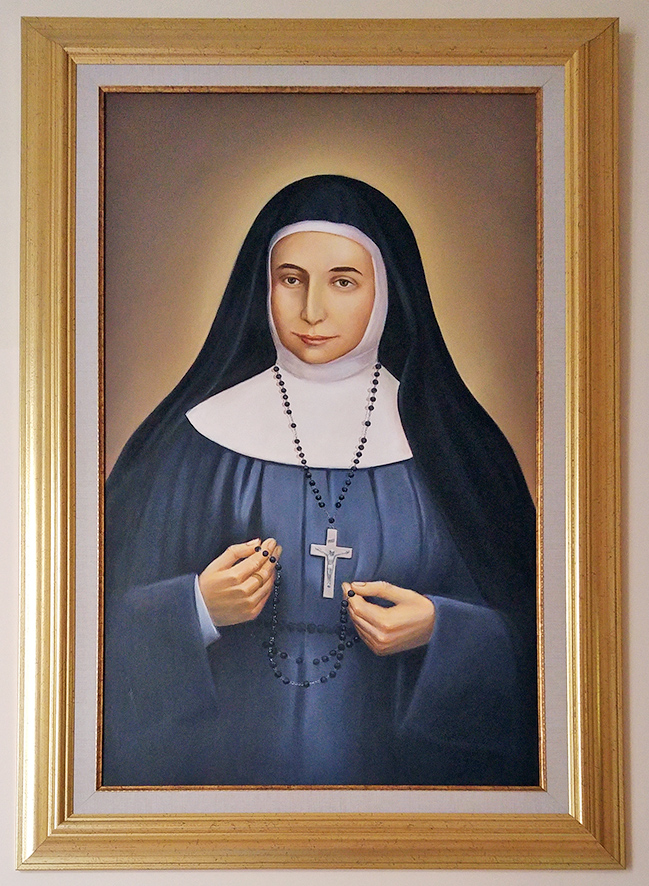
Свята Марія-Альфонсина Даніль Гаттас — засновниця чернечої конгрегації «Сестри Вервиці з Єрусалима» — єдиної католицької конгрегації, що виникла в Святій землі.

Категорія «палестинських арабських християн» набула політичного виміру в 19 столітті, коли розвивалися міжнародні інституції. Міська еліта почала будувати сучасне багаторелігійне арабське громадянське суспільство. Коли британці отримали від Ліги Націй мандат на управління Палестиною після Першої світової війни, багато британських високопосадовців з подивом зустріли стільки християнських лідерів у палестинських арабських політичних рухах. Британській владі Підмандатної Палестини було важко зрозуміти прихильність палестинських християн палестинському націоналізму.
Після війни 1948 року християнське населення на Західному березі, під окупацією Йорданії, дещо зменшилось, в основному через економічні проблеми. Це контрастує з процесом, що відбувався в Ізраїлі, звідки християни масово виїжджали після 1948 року, складаючи 21% арабського населення Ізраїлю в 1950 році, зараз вони складають лише 9% цієї національності. Ці тенденції прискорилися після війни 1967 року і окупації Ізраїлем Західного берега та Гази.

### Після 1967 року
У 2009 році Reuters повідомив, що на Західному березі залишилось близько 47 000–50 000 християн, приблизно 17 000 є католиками, а більшість решти — православні та інші східні конфесії. І Вифлеєм, і Назарет, колись переважно християнські, зараз мають більшість мусульман. На сьогоднішній день близько трьох чвертей усіх вифлеємських християн проживають за кордоном, а більшість єрусалимських християн проживає в Сіднеї. Християни зараз складають 2,5% населення Єрусалиму.
Арабські християни — одна з найбільш освічених груп в Ізраїлі. За даними Центрального статистичного бюро Ізраїлю в 2010 році, християнські араби в Ізраїлі мають найвищий рівень освіченості серед усіх релігійних громад, 63% ізраїльських християнських арабів закінчили коледж або аспірантуру, найвищий показник серед будь-якої релігійної та етнорелігійної групи. Незважаючи на те, що арабські християни становлять лише 2,1% від усього ізраїльського населення, у 2014 році вони становили 17,0% студентів університету країни.

## Політичні та екуменічні проблеми

### Документ «Хвилина істини»
У грудні 2009 року видатні палестинські християнські активісти, як духовенство, так і миряни, опублікували документ «Хвилина істини». Серед авторів документа Мішель Саббах, колишній латинський патріарх Єрусалиму, архієпископ Феодосій Ганна, отець Джамал Хадер, Мітрі Рахеб, Наїм Атеек та Ріфат Кассіс, який був координатором та головним речником групи.
Документ оголошує окупацію Ізраїлем Палестини «гріхом проти Бога» та проти людства. Він закликає церкви та християн усього світу розглянути його та прийняти, а також закликали до бойкоту держави Ізраїль. Розділ 7 закликає «до початку застосування системи економічних санкцій та бойкоту проти Ізраїлю». У ній зазначається, що ізоляція Ізраїлю призведе скасування рішень, які, на думку організації, дискримінують палестинців та неевреїв.

### Християнський екуменічний фонд «Свята земля»
Християнський екуменічний фонд «Свята земля» (HCEF) був заснований в 1999 році екуменічною групою американських християн для збереження християнської присутності на Святій Землі. HCEF заявляє, що метою є продовження присутності та добробуту арабських християн на Святій Землі та розвиток зв'язків солідарності між ними та християнами в інших країнах. Організація виступає за солідарність західних християн з християнами Святої Землі.

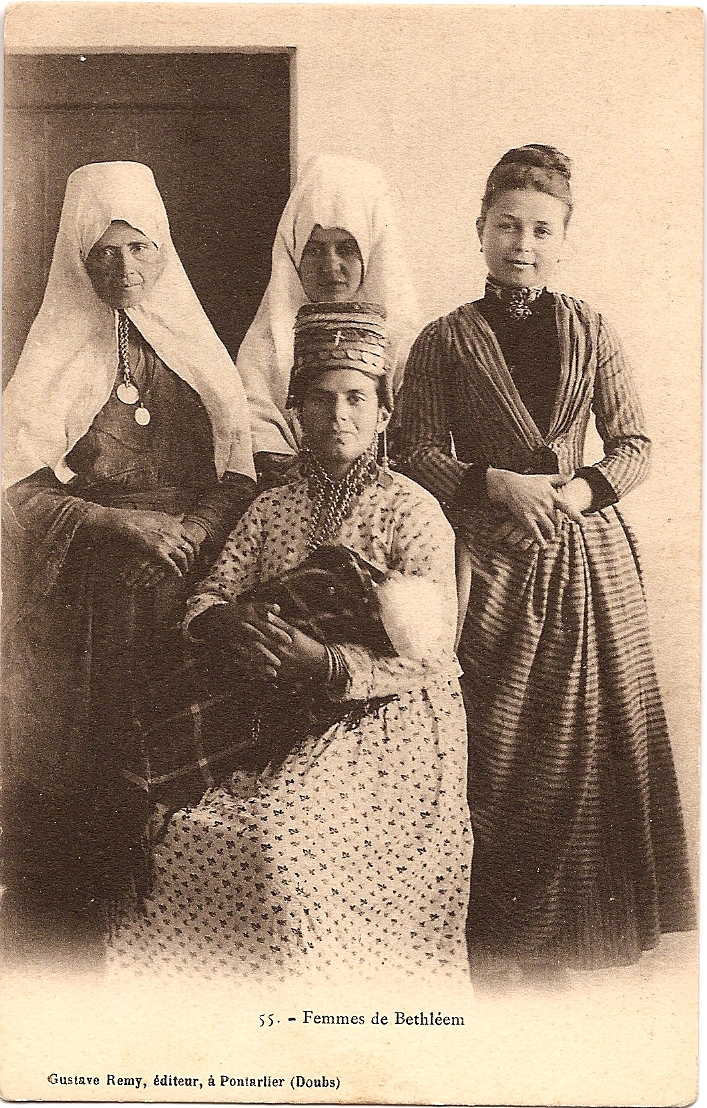
Чотири вифлеємські християнки, 1911 рік

### Християни Гази
У секторі Газа проживає близько 1300 християн, і кількість християн постійно зменшується. Християнська громада Гази здебільшого проживає в межах міста, особливо в районах, що межують з трьома основними церквами.

### Християнська еміграція
Разом із сусідніми країнами, таких як Ліван та Йорданія, багато палестинських християн емігрували до країн Латинської Америки (зокрема Аргентини та Чилі), а також до Австралії, США та Канади. Палестинська адміністрація не має можливості вести точні підрахунки. Частка християн у населенні також зменшилася через те, що палестинці-мусульмани зазвичай мають набагато вищу народжуваність, ніж християни.
Більшість палестинських християн у діаспорі — це ті, хто втік або був висланий під час війни 1948 року, та їх нащадки.
Сьогодні в Чилі знаходиться найбільша палестинська християнська громада у світі за межами Леванта. 350 000 палестинських християн проживають у Чилі, більшість з яких походять з Бейт-Джали, Вифлеєму та Бейт-Сахура. Крім того, Сальвадор, Гондурас, Бразилія, Колумбія, Аргентина, Венесуела та інші країни Латинської Америки мають значні палестинські християнські громади, деякі з яких іммігрували майже століття тому за часів Османської Палестини. Під час війни в Газі 2008 року, палестинські християни в Чилі виступили проти ізраїльських бомбардувань сектора Гази. Вони сподівалися змусити уряд переглянути відносини з Ізраїлем.

### Переслідування
CBN (американська протестантська організація) стверджувала, що палестинські християни страждають від систематичної дискримінації і переслідування в руках переважно мусульманського населення і палестинського уряду, спрямованих на вигнання християн зі своєї батьківщини. Однак палестинські християни у Вифлеємі та Бейт-Джала стверджують, що саме втрата сільськогосподарських земель та експропріація ізраїльських військових, переслідування 1948 року та насильство від військової окупації призвели до втечі та великого виходу християн.